# Wisconsin Rapids
Wisconsin Rapids é uma cidade localizada no estado norte-americano de Wisconsin, no Condado de Wood.

## Demografia
Segundo o censo norte-americano de 2000, a sua população era de 18 435 habitantes.
Em 2006, foi estimada uma população de 17.739, um decréscimo de 696 (-3.8%).

## Geografia
De acordo com o United States Census Bureau tem uma área de
36,6 km², dos quais 34,4 km² cobertos por terra e 2,2 km² cobertos por água.

## Localidades na vizinhança
O diagrama seguinte representa as localidades num raio de 16 km ao redor de Wisconsin Rapids.